# Matilla de la Vega
Matilla de la Vega es una localidad del municipio de San Cristóbal de la Polantera, en la comarca de la Vega del Tuerto, en la provincia de León (España).

## Situación
Se encuentra próxima a la carretera LE-420.
Está rodeado de las siguientes localidades:
- Al E: Seisón de la Vega, Villamediana de la Vega, San Román el Antiguo, Veguellina de Fondo y Oteruelo de la Vega.
- Al S: Vecilla de la Vega, Huerga de Garaballes, Garaballes y Santa María de la Isla.
- Al O: Santibáñez de la Isla.
- Al N: Villagarcía de la Vega y San Cristóbal de la Polantera.

## Evolución demográfica
| 2000 | 2001 | 2002 | 2003 | 2004 | 2005 | 2006 | 2007 | 2008 | 2009 | 2010 | 2011 | 2012 | 2013 | 2014 | 2015 | 2016 | 2017 | 2018 |
| 105  | 103  | 101  | 102  | 98   | 102  | 99   | 94   | 92   | 90   | 86   | 85   | 82   | 79   | 76   | 78   | 77   | 76   | 70   |

- Datos: Q9030537